# Anchor text
Anchor text, hay link label, link text, hoặc link title, là những ký tự có thể nhìn thấy và những từ này là siêu liên kết (hyperlink) thể hiện khi liên kết tới các văn bản khác hoặc các vị trí khác nhau trên website. Từ 1998, một vài trình duyệt web có khả năng thêm để hiển thị các siêu liên kết này trước khi nó được sử dụng.
Không phải tất cả liên kết (link) có anchor text bởi vì nó thể thể rõ ràng khi liên kết dẫn tới các các thứ mà được sử dụng trước đó. Anchor text thường dưới 60 ký tự.